# تپه باقرآباد ۲
تپه باقرآباد ۲ در شهرستان بوئین‌زهرا، روستای باقرآباد واقع شده و این اثر در تاریخ ۲۴ فروردین ۱۳۸۲ با شمارهٔ ثبت ۸۱۸۴ به‌عنوان یکی از آثار ملی ایران به ثبت رسیده است.